# The Cage (album de Tygers of Pan Tang)
Albums de Tygers of Pan Tang
Crazy Nights
(1981) The Wreck-Age
(1985)
Singles
1. Love Potion No. 9 / Lonely at the Top
Sortie : mars 1982
2. Rendezvous / Life of Crime
Sortie : juin 1982
3. Paris by Air / Love's a Lie
Sortie : août 1982
4. Making Tracks / What You're Saying
Sortie : octobre 1982
5. Lonely at the Top / You Always See What You Want See
Sortie : octobre 1983

The Cage est le quatrième album du groupe de heavy metal anglais, Tygers of Pan Tang. Il est sorti en août 1982 sur le label MCA Records et a été produit par Peter Collins.

## Historique
Il est le seul album avec Fred Purser (ex-Penetration) qui remplace John Sykes, parti rejoindre Thin Lizzy. Il sera aussi le dernier album avant la première séparation du groupe.
Il atteindra la 13e place des charts britanniques (meilleur classement pour le groupe) et ses chansons tirant plus vers le "Rock FM"  produiront cinq singles dont trois qui seront classés dans les charts britanniques.

## Liste des titres

### Face 1
| No | Titre             | Auteur                     | Durée |
| -- | ----------------- | -------------------------- | ----- |
| 1. | Rendez Vous       | Johnson / Stephens / Maker | 3:20  |
| 2. | Lonely at the Top | Steve Thompson             | 3:29  |
| 3. | Letters from L.A. | Jon Deverill / Thompson    | 3:12  |
| 4. | Paris By Air      | Deverill / Thompson        | 2:56  |
| 5. | Tides             | Fred Purser                | 4:13  |

### Face 2
| No  | Titre                               | Auteur                         | Durée |
| --- | ----------------------------------- | ------------------------------ | ----- |
| 6.  | Making Tracks                       | Rocky Laws / Deverill / Purser | 3:01  |
| 7.  | The Cage                            | Robb Weir / Purser             | 0:32  |
| 8.  | Love Potion No. 9                   | Jerry Leiber / Mike Stoller    | 3:17  |
| 9.  | You Always See What You Want to See | Deverill / Purser              | 3:12  |
| 10. | Danger In Paris                     | Parr                           | 3:29  |
| 11. | The Actor                           | Purser                         | 4:15  |

### Titres bonus réédition 1997
| No  | Titre                          | Auteur                 | Durée |
| --- | ------------------------------ | ---------------------- | ----- |
| 11. | Life of Crime                  | Tygers of Pan Tang     | 3:35  |
| 12. | Love's a Lie                   | Tygers of Pan Tang     | 2:52  |
| 13. | What You Saying                | Tygers of Pan Tang     | 3:19  |
| 14. | Making Tracks (Extended Remix) | Laws, Deverill, Purser | 6:23  |

## Charts

### Album
| Pays                          | Durée du classement | Meilleur classement | Date              |
| ----------------------------- | ------------------- | ------------------- | ----------------- |
| Royaume-Uni (UK Albums Chart) | 8 semaines          | 13e                 | 22 août 1982      |
| Suède (Sverigetopplistan)     | 3 semaines          | 31e                 | 28 septembre 1982 |

### Singles
| Single            | Chart              | Durée du classement | Position | Date              |
| ----------------- | ------------------ | ------------------- | -------- | ----------------- |
| Love Potion No. 9 | (UK Singles Chart) | 6 semaines          | 45e      | 11 avril 1982     |
| Rendezvous        | (UK Singles Chart) | 4 semaines          | 49e      | 11 juillet 1982   |
| Paris by Air      | (UK Singles Chart) | 2 semaines          | 63e      | 12 septembre 1982 |

## Musiciens
- Robb Weir : guitares, Talkbox
- Rocky : basse
- Brian Dick : batterie, percussions
- Jon Deverill : chant, chœurs
- Fred Purser : guitares, claviers, chœurs
- John Sykes : solo de guitare sur Love Potion n° 9